# Salvelinus elgyticus
Salvelinus elgyticus är en fiskart som beskrevs av Viktorovsky och Glubokovsky, 1981. Salvelinus elgyticus ingår i släktet Salvelinus och familjen laxfiskar. Inga underarter finns listade i Catalogue of Life.